# Mariana Durleșteanu
Mariana Durleșteanu (n. 5 septembrie 1971, Chișinău) este o economistă, diplomată și politiciană din Republica Moldova, care a fost ministru al finanțelor Republicii Moldova (2008 - 2009) și ambasador al Republicii Moldova în Marea Britanie (2004 - 2008).

## Biografie

### Copilărie și studii
Mariana Durleșteanu s-a născut la data de 5 septembrie 1971, în municipiul Chișinău. A urmat cursurile Facultății de Științe Economice din cadrul Universității Babeș-Bolyai din Cluj-Napoca (1990-1995), specializându-se în contabilitate și informatică de gestiune, apoi a urmat un masterat în administrarea afacerilor organizat de Centrul Internațional de Dezvoltare, Școala de management din orașul Bled, Slovenia (2000) și studii postuniversitare în specialitatea reforma economică și guvernamentală la Universitatea Westminster din Londra (2007-2008).
Ulterior, a urmat cursuri de specializare organizate de Banca Mondială („Procedurile de procurări și rambursări pentru împrumuturile BIRD”, Kiev, 1996), FMI (Politici și analize macroeconomice, Joint Vienna Institute’s courses, Viena, 1997) și Merrill Lynch (Piața Financiară internațională, operațiuni de capital și piețe, Merrill Lynch’s courses New York, USA, 1997).

### Carieră și ascensiune politică
Începând din anul 1995, ea a lucrat în cadrul Ministerului Finanțelor din Republica Moldova. A lucrat ca director al Unității de Implementare a Proiectelor Băncii Mondiale destinate Dezvoltării Sectorului Privat (1999-2001). În iulie 2001 este numită în funcția de viceministru al finanțelor al Republicii Moldova, apoi în aprilie 2002 în cea de prim-viceministru al finanțelor, având ca principalele responsabilități negocierea cu instituțiile financiare internaționale, participarea la elaborarea politicii fiscal-bugetare, la elaborarea strategiei de reducere a sărăciei și creșterii economice, participarea la negocierile Planului de Acțiuni UE-Moldova, la analiza gestionării și restructurării datoriei de stat. De asemenea, a coordonat activitățile următoarelor departamente și domenii: Trezoreria, Datoria de Stat, Tehnologii Informaționale, Supravegherea Asigurărilor, microfinanțării și conlucrarea cu sectorul bancar. În această perioadă, a fost Guvernator alternativ la FMI pentru Moldova și Guvernator la Banca Mării Negre pentru Comerț și Dezvoltare.
În anul 2004 a fost numită în funcțiile de președinte al Consiliului de Administrare al BCA Banca de Economii și vicepreședinte al Consiliului de Administrare al SA Moldovagaz [nefuncțională]
. A participat la summit-ul „Millennium Development Goals” al ONU, la Conferința „Financing for Development” de la Monterrey, la ședințele anuale a FMI și BM, la conferințele organizate de BM, FMI și ONU privind reducerea sărăciei.
La data de 17 noiembrie 2004, Mariana Durleșteanu a fost numită în funcția de ambasador al Republicii Moldova în Regatul Unit.
În baza votului de încredere acordat de Parlament, prin Decret al Președintelui Republicii Moldova, la data de 31 martie 2008, Mariana Durleșteanu a fost numită în funcția de ministru al finanțelor în noul guvern format de Zinaida Greceanîi. Primul ministru a justificat desemnarea Marianei Durleșteanu în această funcție prin „înaltul său profesionalism și realizările obținute în domeniul financiar și fiscal în perioadă în care a activat în calitate de prim-viceministru, iar ulterior în calitate de Ambasador Extraordinar și Plenipotențiar al Moldovei în Regatul Unit al Marii Britanii și Irlandei de Nord”.

### Candidat la funcția de prim-ministru al Republicii Moldova
La data de 11 februarie 2021 a fost propusă de Partidul Socialiștilor din Republica Moldova, având susținerea Partidului Șor și a altor deputați neafiliați, la funcția de prim-ministru al Republicii Moldova. O zi mai târziu, aceasta a declarat că funcția i-a fost propusă de Zinaida Greceanîi, președinte al Parlamentului Republicii Moldova la acea vreme, însă la negocieri i s-ar fi spus că va fi sprijinită de o majoritate PSRM–Partidul Democrat, nu PSRM–ȘOR. La data de 16 martie 2021, chiar în timpul negocierilor dintre Maia Sandu și Igor Dodon, Mariana Durleșteanu a anunțat oficial că se retrage din funcția de prim-ministru desemnat. Hotărârea ei a fost decisivă, pentru că ulterior Maia Sandu l-a desemnat pe Igor Grosu la funcția de prim-ministru, iar prin nevotarea acestuia a fost posibilă dizolvarea Parlamentului și convocarea alegerilor anticipate din 11 iulie 2021. Ulterior, a respins acuzațiile cum că a fost forțată din exterior să ia acea decizie.
În cadrul alegerilor parlamentare din 2021, Mariana Durleșteanu a fost cap de listă pentru Partidul Legii și Dreptății, însă partidul nu a acumulat numărul necesar de voturi și nu a obținut reprezentare parlamentară. Totuși, la data de 11 octombrie 2021 a fost aleasă în funcția de președinte al Partidului Legii și Dreptății, funcție din care a demisionat la sfârșitul lunii mai 2022.
Mariana Durleșteanu a anunțat în iunie 2022 că pregătește lansarea unui proiect politic nou, care să fie pregătit până la alegerile locale din 2023.

## Viziuni politice
Mariana Durleșteanu susține integrarea europeană a Republicii Moldova, însă a declarat că este important să existe un echilibru între est și vest. Într-un interviu a declarat că se consideră româncă și că vorbește limba română.
În alegerile prezidențiale din 2020, a declarat că a votat-o pe Maia Sandu, însă ulterior a spus că îi pare rău că i-a acordat votul.

## Viața personală
Mariana Durleșteanu vorbește, pe lângă româna maternă, rusa și engleza. Este căsătorită și are doi copii.

## Distincții
În anul 2002, în timp ce îndeplinea funcția de viceministru al finanțelor, Mariana Durleșteanu a fost decorată cu Ordinul „Gloria Muncii”.